# Rick Leach
Rick Leach (Arcadia, 28 december 1964) is een voormalig professioneel tennisser uit de Verenigde Staten. Leach won in zijn carrière geen ATP-toernooien in het enkelspel. In het dubbelspel was Leach wel zeer succesvol met zesenveertig ATP-toernooizeges waaronder grandslam-zeges op het Australian Open in 1988, 1989 en 2000, Wimbledon in 1990 en het US Open in 1993.
Daarnaast won Leach de gemengddubbelspeltitels op Wimbledon in 1990 met Zina Garrison, het Australian Open in 1995 met Natallja Zverava en in 1997 met Manon Bollegraf. In 1997 won hij ook het US Open met Bollegraf.
Op 26 maart 1990 behaalde Leach de nummer één positie op de ATP-dubbelspelranking.
Leach speelde voor zijn profcarrière college-tennis op de University of Southern California.

## Palmares

### Dubbelspel
| 1.                            | 19 juli 1987      | ATP Stuttgart                   | gravel        | Tim Pawsat        | Mikael Pernfors Magnus Tideman            | 6-3, 6-4                  | details |
| 2.                            | 11 oktober 1987   | ATP Scottsdale                  | hardcourt     | Jim Pugh          | Dan Goldie Mel Purcell                    | 6-3, 6-2                  | details |
| 3.                            | 3 januari 1988    | ATP Wellington                  | hardcourt     | Dan Goldie        | Broderick Dyke Glenn Michibata            | 6-2, 6-3                  | details |
| 4.                            | 23 januari 1988   | Australian Open                 | hardcourt     | Jim Pugh          | Jeremy Bates Peter Lundgren               | 6-3, 6-2, 6-3             | details |
| 5.                            | 8 mei 1988        | ATP München                     | gravel        | Jim Pugh          | Alberto Mancini Christian Miniussi        | 7-6, 6-1                  | details |
| 6.                            | 24 juli 1988      | ATP Washington                  | hardcourt     | Jim Pugh          | Jorge Lozano Todd Witsken                 | 6-3, 6-7, 6-2             | details |
| 7.                            | 7 augustus 1988   | ATP Indianapolis                | hardcourt     | Jim Pugh          | Ken Flach Robert Seguso                   | 6-4, 6-3                  | details |
| 8.                            | 21 augustus 1988  | ATP Cincinnati                  | hardcourt     | Jim Pugh          | Jim Grabb Patrick McEnroe                 | 6-2, 6-4                  | details |
| 9.                            | 20 november 1988  | GP Detroit                      | tapijt (i)    | Jim Pugh          | Ken Flach Robert Seguso                   | 6-4, 6-1                  | details |
| 10.                           | 11 december 1988  | Masters Grand Prix              | tapijt (i)    | Jim Pugh          | Emilio Sánchez Vicario Sergio Casal       | 6-4, 6-3, 2-6, 6-0        | details |
| 11.                           | 29 januari 1989   | Australian Open                 | hardcourt     | Jim Pugh          | Darren Cahill Mark Kratzmann              | 6-4, 6-4, 6-4             | details |
| 12.                           | 12 maart 1989     | ATP Scottsdale                  | hardcourt     | Jim Pugh          | Paul Annacone Christo Van Rensburg        | 6-7, 6-3, 6-2, 2-6, 6-4   | details |
| 13.                           | 30 april 1989     | ATP Singapore                   | hardcourt     | Jim Pugh          | Paul Chamberlin Paul Wekesa               | 6:3, 6:4                  | details |
| 14.                           | 7 mei 1989        | WTC Forest Hills                | gravel        | Jim Pugh          | Jim Courier Pete Sampras                  | 6-4, 6-2                  | details |
| 15.                           | 27 november 1989  | ATP Itaparica                   | hardcourt     | Jim Pugh          | Jorge Lozano Todd Witsken                 | 6-2, 7-6                  | details |
| 16.                           | 25 februari 1990  | ATP Philadelphia                | tapijt (i)    | Jim Pugh          | Grant Connell Glenn Michibata             | 3-6, 6-4, 6-2             | details |
| 17.                           | 25 maart 1990     | ATP Miami                       | hardcourt     | Jim Pugh          | Boris Becker Cassio Motta                 | 6-4, 3-6, 6-3             | details |
| 18.                           | 7 juli 1990       | Wimbledon                       | gras          | Jim Pugh          | Pieter Aldrich Danie Visser               | 7-6, 7-6, 7-6             | details |
| 19.                           | 17 februari 1991  | ATP Philadelphia                | tapijt (i)    | Jim Pugh          | Udo Riglewski Michael Stich               | 6-4, 6-4                  | details |
| 20.                           | 12 mei 1991       | ATP Charlotte                   | gravel        | Jim Pugh          | Bret Garnett Greg Van Emburgh             | 6-3, 2-6, 6-3             | details |
| 21.                           | 12 april 1992     | ATP Tokio                       | hardcourt     | Kelly Jones       | John Fitzgerald Anders Järryd             | 0-6, 7-5, 6-3             | details |
| 22.                           | 23 augustus 1992  | ATP New Haven                   | hardcourt     | Kelly Jones       | Patrick McEnroe Jared Palmer              | 7-6, 6-7, 6-2             | details |
| 23.                           | 11 april 1993     | ATP Tokio                       | hardcourt     | Ken Flach         | Glenn Michibata David Pate                | 2-6, 6-3, 6-4             | details |
| 24.                           | 20 juni 1993      | ATP Manchester                  | gras          | Ken Flach         | Stefan Kruger Glenn Michibata             | 6-4, 6-1                  | details |
| 25.                           | 26 juli 1993      | ATP Washington                  | hardcourt     | Byron Black       | Grant Connell Patrick Galbraith           | 6-4, 7-5                  | details |
| 26.                           | 11 september 1993 | US Open                         | hardcourt     | Ken Flach         | Martin Damm Karel Nováček                 | 6-7, 6-4, 6-2             | details |
| 27.                           | 6 februari 1994   | ATP San José                    | hardcourt (i) | Jared Palmer      | Byron Black Jonathan Stark                | 4-6, 6-4, 6-4             | details |
| 28.                           | 19 juni 1994      | ATP Manchester                  | gras          | Danie Visser      | Scott Davis Trevor Kronemann              | 6-4, 4-6, 7-6             | details |
| 29.                           | 20 augustus 1995  | ATP New Haven                   | hardcourt     | Scott Melville    | Leander Paes Nicolás Pereira              | 7-6, 6-4                  | details |
| 30.                           | 14 januari 1996   | ATP Jakarta                     | hardcourt     | Scott Melville    | Kent Kinnear Dave Randall                 | 6-1, 2-6, 6-1             | details |
| 31.                           | 10 maart 1996     | ATP Scottsdale                  | hardcourt     | Patrick Galbraith | Richey Reneberg Brett Steven              | 5-7, 7-5, 7-5             | details |
| 32.                           | 28 april 1996     | ATP Seoel                       | hardcourt     | Jonathan Stark    | Kent Kinnear Kevin Ullyett                | 6-4, 6-4                  | details |
| 33.                           | 10 november 1996  | ATP Moskou                      | tapijt (i)    | Andrej Olchovski  | Jiří Novák David Rikl                     | 4-6, 6-1, 6-2             | details |
| 34.                           | 23 november 1997  | Doubles Championships, Hartford | tapijt (i)    | Jonathan Stark    | Mahesh Bhupathi Leander Paes              | 6-3, 6-4, 7-6             | details |
| 35.                           | 29 maart 1998     | ATP Miami                       | hardcourt     | Ellis Ferreira    | Alex O’Brien Jonathan Stark               | 6-2, 6-4                  | details |
| 36.                           | 14 juni 1998      | ATP Halle                       | gras          | Ellis Ferreira    | John-Laffnie de Jager Marc-Kevin Goellner | 4-6, 6-4, 7-6             | details |
| 37.                           | 16 mei 1999       | ATP Rome                        | gravel        | Ellis Ferreira    | David Adams John-Laffnie de Jager         | 6-7, 6-1, 6-2             | details |
| 38.                           | 16 januari 2000   | ATP Auckland                    | hardcourt     | Ellis Ferreira    | Olivier Delaître Jeff Tarango             | 7-5, 6-4                  | details |
| 39.                           | 29 januari 2000   | Australian Open                 | hardcourt     | Ellis Ferreira    | Wayne Black Andrew Kratzmann              | 6-4, 3-6, 6-3, 3-6, 18-16 | details |
| 40.                           | 16 april 2000     | ATP Atlanta                     | gravel        | Ellis Ferreira    | Justin Gimelstob Mark Knowles             | 6-3, 6-4                  | details |
| 41.                           | 7 oktober 2001    | ATP Tokio                       | hardcourt     | David Macpherson  | Paul Hanley Nathan Healey                 | 1-6, 7-6, 7-6             | details |
| 42.                           | 28 oktober 2001   | ATP Bazel                       | tapijt (i)    | Ellis Ferreira    | Mahesh Bhupathi Leander Paes              | 7-6, 6-4                  | details |
| 43.                           | 4 november 2001   | ATP Parijs                      | tapijt (i)    | Ellis Ferreira    | Mahesh Bhupathi Leander Paes              | 3-6, 6-4, 6-3             | details |
| 44.                           | 3 februari 2002   | ATP World Doubles Challenge Cup | hardcourt     | Ellis Ferreira    | Petr Pála Pavel Vízner                    | 6-7, 7-6, 6-4, 6-4        | details |
| 45.                           | 7 maart 2004      | ATP Scottsdale                  | hardcourt     | Brian MacPhie     | Jeff Coetzee Chris Haggard                | 6-3, 6-1                  | details |
| 46.                           | 31 juli 2005      | ATP Los Angeles                 | hardcourt     | Brian MacPhie     | Jonathan Erlich Andy Ram                  | 6-3, 6-4                  | details |
| Verloren finales heren dubbel |                   |                                 |               |                   |                                           |                           |         |
| 1.                            | 14 juni 1987      | ATP Londen                      | gras          | Tim Pawsat        | Guy Forget Yannick Noah                   | 4-6, 4-6                  | details |
| 2.                            | 1 mei 1988        | ATP Hamburg                     | gravel        | Jim Pugh          | Darren Cahill Laurie Warder               | 4-6, 4-6                  | details |
| 3.                            | 10 september 1988 | US Open                         | hardcourt     | Jim Pugh          | Sergio Casal Emilio Sánchez Vicario       | walk-over                 | details |
| 4.                            | 9 oktober 1988    | ATP Scottsdale                  | hardcourt     | Jim Pugh          | Scott Davis Tim Wilkison                  | 4-6, 6-7                  | details |
| 5.                            | 26 februari 1989  | ATP Philadelphia                | tapijt (i)    | Jim Pugh          | Paul Annacone Christo Van Rensburg        | 3-6, 5-7                  | details |
| 6.                            | 8 juli 1989       | Wimbledon                       | gras          | Jim Pugh          | John Fitzgerald Anders Järryd             | 6-3, 6-7, 4-6, 6-7        | details |
| 7.                            | 12 november 1989  | ATP Stockholm                   | tapijt (i)    | Jim Pugh          | Jorge Lozano Todd Witsken                 | 3-6, 7-5, 3-6             | details |
| 8.                            | 11 november 1990  | ATP Wembley                     | tapijt (i)    | Jim Pugh          | Jim Grabb Patrick McEnroe                 | 6-7, 6-4, 3-6             | details |
| 9.                            | 8 juni 1991       | Roland Garros                   | gravel        | Jim Pugh          | John Fitzgerald Anders Järryd             | 0-6, 6-7                  | details |
| 10.                           | 3 november 1991   | ATP Parijs                      | tapijt (i)    | Kelly Jones       | John Fitzgerald Anders Järryd             | 6-3, 3-6, 2-6             | details |
| 11.                           | 25 januari 1992   | Australian Open                 | hardcourt     | Kelly Jones       | Todd Woodbridge Mark Woodforde            | 4-6, 3-6, 4-6             | details |
| 12.                           | 12 september 1992 | US Open                         | hardcourt     | Kelly Jones       | Jim Grabb Richey Reneberg                 | 6-3, 6-7, 3-6, 3-6        | details |
| 13.                           | 22 augustus 1993  | ATP Indianapolis                | hardcourt     | Ken Flach         | Scott Davis Todd Martin                   | 4-6, 4-6                  | details |
| 14.                           | 8 juli 1995       | Wimbledon                       | gras          | Scott Melville    | Todd Woodbridge Mark Woodforde            | 5-7, 6-7, 6-7             | details |
| 15.                           | 27 augustus 1995  | ATP Long Island                 | hardcourt     | Scott Melville    | Cyril Suk Daniel Vacek                    | 7-5, 6-7, 6-7             | details |
| 16.                           | 21 april 1996     | ATP Tokio                       | hardcourt     | Mark Knowles      | Todd Woodbridge Mark Woodforde            | 2-6, 3-6                  | details |
| 17.                           | 12 januari 1997   | ATP Auckland                    | hardcourt     | Jonathan Stark    | Ellis Ferreira Patrick Galbraith          | 4-6, 6-4, 6-7             | details |
| 18.                           | 23 februari 1997  | ATP Memphis                     | hardcourt (i) | Jonathan Stark    | Ellis Ferreira Patrick Galbraith          | 6-2, 6-3                  | details |
| 19.                           | 9 maart 1997      | ATP Scottsdale                  | hardcourt     | Jonas Björkman    | Luis Lobo Javier Sánchez                  | 3-6, 3-6                  | details |
| 20.                           | 27 juli 1997      | ATP Los Angeles                 | hardcourt     | Mahesh Bhupathi   | Sébastien Lareau Alex O’Brien             | 6-7, 4-6                  | details |
| 21.                           | 12 oktober 1997   | ATP Singapore                   | tapijt (i)    | Jonathan Stark    | Mahesh Bhupathi Leander Paes              | 6-4, 6-4                  | details |
| 22.                           | 26 oktober 1997   | ATP Stuttgart                   | tapijt (i)    | Jonathan Stark    | Todd Woodbridge Mark Woodforde            | 3-6, 3-6                  | details |
| 23.                           | 2 november 1997   | ATP Parijs                      | tapijt (i)    | Jonathan Stark    | Jacco Eltingh Paul Haarhuis               | 2-6, 4-6                  | details |
| 24.                           | 11 januari 1998   | ATP Adelaide                    | hardcourt     | Ellis Ferreira    | Joshua Eagle Andrew Florent               | 4-6, 7-6, 3-6             | details |
| 25.                           | 19 april 1998     | ATP Barcelona                   | gravel        | Ellis Ferreira    | Jacco Eltingh Paul Haarhuis               | 5-7, 0-6                  | details |
| 26.                           | 17 mei 1998       | ATP Rome                        | gravel        | Ellis Ferreira    | Mahesh Bhupathi Leander Paes              | 4-6, 6-4, 6-7             | details |
| 27.                           | 9 augustus 1998   | ATP Toronto                     | hardcourt     | Ellis Ferreira    | Martin Damm Jim Grabb                     | 7-6, 2-6, 6-7             | details |
| 28.                           | 14 maart 1999     | ATP Indian Wells                | hardcourt     | Ellis Ferreira    | Wayne Black Sandon Stolle                 | 6-7, 3-6                  | details |
| 29.                           | 25 juni 2000      | ATP Nottingham                  | gras          | Ellis Ferreira    | Donald Johnson Piet Norval                | 6-1, 4-6, 3-6             | details |
| 30.                           | 13 augustus 2000  | ATP Cincinnati                  | hardcourt     | Ellis Ferreira    | Todd Woodbridge Mark Woodforde            | 6-7, 4-6                  | details |
| 31.                           | 9 september 2000  | US Open                         | hardcourt     | Ellis Ferreira    | Lleyton Hewitt Maks Mirni                 | 4-6, 7-5, 6-7             | details |
| 32.                           | 30 april 2001     | ATP Atlanta                     | gravel        | David Macpherson  | Mahesh Bhupathi Leander Paes              | 3-6. 6-7                  | details |
| 33.                           | 16 februari 2004  | ATP San José                    | hardcourt (i) | Brian MacPhie     | James Blake Mardy Fish                    | 2-6, 5-7                  | details |
| 34.                           | 19 april 2004     | ATP Houston                     | gravel        | Brian MacPhie     | James Blake Mardy Fish                    | 3-6, 4-6                  | details |
| 35.                           | 21 juni 2004      | ATP Nottingham                  | gras          | Brian MacPhie     | Paul Hanley Todd Woodbridge               | 4-6, 3-6                  | details |
| 36.                           | 3 oktober 2004    | ATP Shanghai                    | hardcourt     | Brian MacPhie     | Jared Palmer Pavel Vízner                 | 6-4, 6-7, 6-7             | details |

## Resultaten grandslamtoernooien
| Legenda | Legenda                          |
| ------- | -------------------------------- |
| g.t.    | geen toernooi gehouden           |
| l.c.    | lagere categorie                 |
| –       | niet deelgenomen                 |
| G       | uitgeschakeld in de groepsfase   |
| 1R      | uitgeschakeld in de eerste ronde |
| 2R      | uitgeschakeld in de tweede ronde |
| 3R      | uitgeschakeld in de derde ronde  |
| 4R      | uitgeschakeld in de vierde ronde |
| KF      | uitgeschakeld in de kwartfinale  |
| HF      | uitgeschakeld in de halve finale |
| F       | de finale verloren               |
| W       | het toernooi gewonnen            |
| w-v     | winst/verlies-balans             |

### Enkelspel
| Toernooi        | 1987 | 1988 | 1989 | 1990 | 1991 | 1992 |
| --------------- | ---- | ---- | ---- | ---- | ---- | ---- |
| Australian Open | –    | 2R   | 1R   | –    | –    | –    |
| Roland Garros   | –    | –    | –    | –    | –    | –    |
| Wimbledon       | –    | –    | –    | 1R   | –    | 1R   |
| US Open         | 2R   | 2R   | 2R   | 2R   | 1R   | –    |

### Mannendubbelspel
| Toernooi        | 1982 | 1986 | 1987 | 1988 | 1989 | 1990 | 1991 | 1992 | 1993 | 1994 | 1995 | 1996 | 1997 | 1998 | 1999 | 2000 | 2001 | 2002 | 2003 | 2004 | 2005 |
| --------------- | ---- | ---- | ---- | ---- | ---- | ---- | ---- | ---- | ---- | ---- | ---- | ---- | ---- | ---- | ---- | ---- | ---- | ---- | ---- | ---- | ---- |
| Australian Open | –    | –    | –    | W    | W    | HF   | 3R   | F    | 2R   | KF   | KF   | KF   | HF   | KF   | HF   | W    | –    | KF   | –    | 2R   | 2R   |
| Roland Garros   | –    | –    | –    | KF   | 1R   | 3R   | F    | 1R   | 2R   | 1R   | 3R   | KF   | KF   | 1R   | KF   | 1R   | 3R   | 2R   | 2R   | 2R   | 1R   |
| Wimbledon       | –    | 1R   | 2R   | 3R   | F    | W    | 1R   | 3R   | 2R   | 2R   | F    | 1R   | 3R   | KF   | 2R   | KF   | KF   | 2R   | 2R   | 3R   | 2R   |
| US Open         | 1R   | 2R   | 1R   | F    | KF   | 1R   | 2R   | F    | W    | 2R   | KF   | 1R   | 1R   | 1R   | 2R   | F    | KF   | 3R   | 2R   | 1R   | 1R   |